# Юмагузіно (Кугарчинський район)
Юмагу́зіно (рос. Юмагузино, башк. Йомағужа) — село (колишнє смт) у складі Кугарчинського району Башкортостану, Росія. Адміністративний центр Юмагузінської сільської ради.
Населення — 4564 особи (2010; 5343 в 2002).

## Відомі люди
- Амінов Міннетдин Гільметдинович — Герой Радянського Союзу.
- Філіппов Олександр Павлович — Народний поет Башкортостану.